# Mândra (okręg Aluta)
Mândra – wieś w Rumunii, w okręgu Aluta, w gminie Văleni. W 2011 roku liczyła 440 mieszkańców. 